# King's Newnham
King's Newnham est un village et une paroisse civile du Warwickshire, en Angleterre. Administrativement, il dépend du borough de Rugby.

## Histoire
Le village (autrement connu sous le nom de Newnham Regis) a perdu la majeure partie de sa population à cause des enclosures acts de l'ancien Manoir Royal. Son église paroissiale, dédiée à Saint-Laurent, a été construite au XIIe siècle et partiellement démolie entre 1795 et 1797. Il subsiste le clocher et l'église, datant du XVIe siècle, désaffectés,. Les cinq autres bâtiments classés de la paroisse sont très proches par rapport à la limite nord de la paroisse : un bâtiment de ferme près de Newnham Hall, The Laurels, Highfield House, Newnham Hall et Manor Farmhouse.
D'un point de vue ecclésiastique, King's Newnham est relié à l'église voisine de Lawford dont elle est séparée par le Warwickshire Avon au sud. Le conseil paroissial se réunit et partage les installations communautaires de la salle communautaire de Church Lawford.

## Géographie
Le village est situé à un peu moins de 4 km à l'ouest de la ville de Rugby et à 7 km à l'est de Coventry. Lors du recensement de 2021, la paroisse comptait 62 habitants.

## Galerie

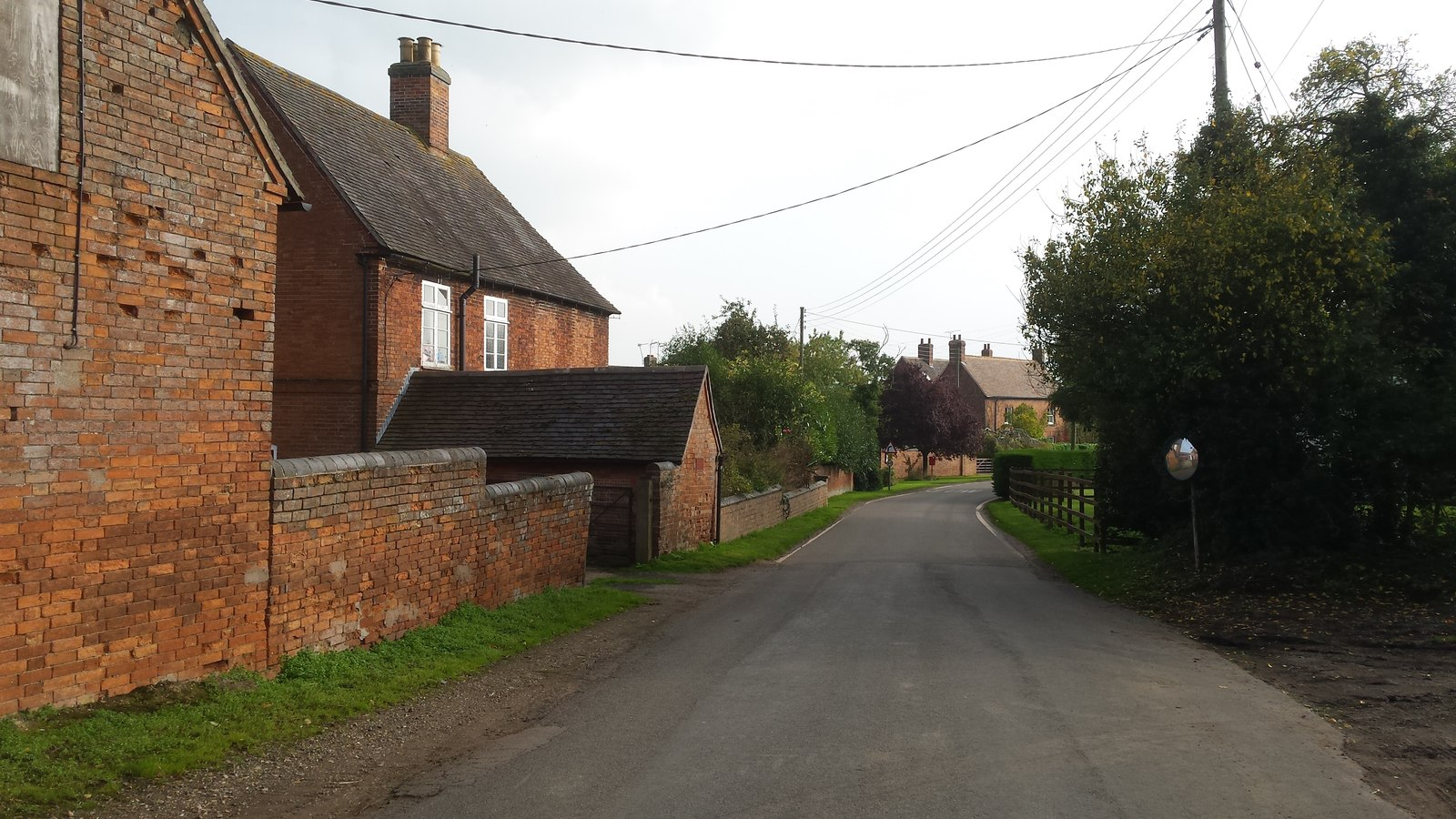
King's Newnham.
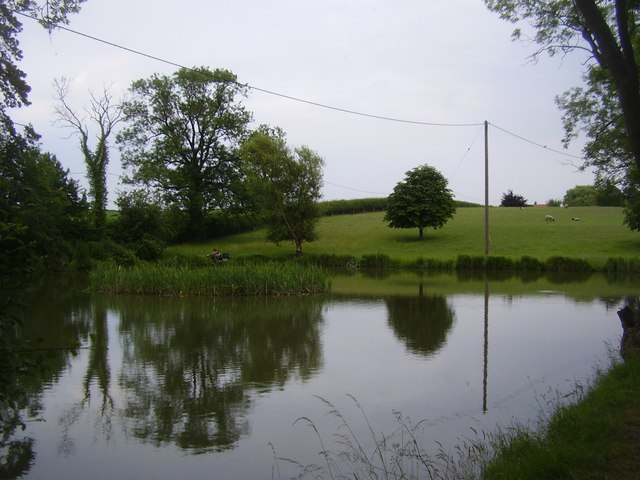
Etang.
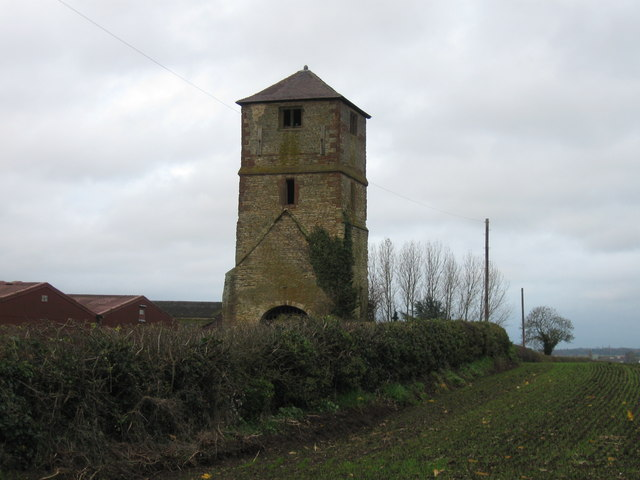
Clocher.